# 瓦爾多夫巴德湖

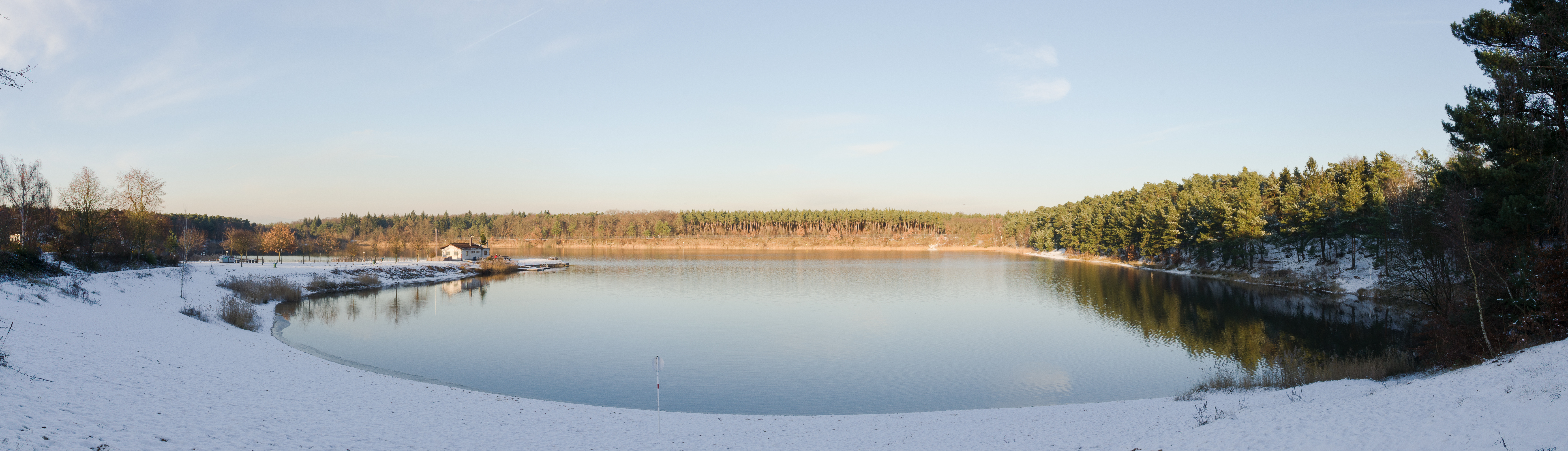

50°00′54″N 8°35′53″E / 50.01505°N 8.59815°E
瓦爾多夫巴德湖（德語：Badesee Walldorf），是德國的湖泊，位於該國中部，由黑森州負責管轄，處於默費爾登-瓦爾多夫，長0.6公里、寬0.4公里，面積0.2平方公里，海拔高度107米，平均水深5米，最大水深14米。